# コプロポルフィリノーゲンIII
コプロポルフィリノーゲンIII (coproporphyrinogen III) は、ポルフィリン代謝において、ウロポルフィリノーゲンIIIからウロポルフィリノーゲンデカルボキシラーゼによって合成され、コプロポルフィリノーゲンオキシダーゼによってプロトポルフィリノーゲンIXに変換される物質である。

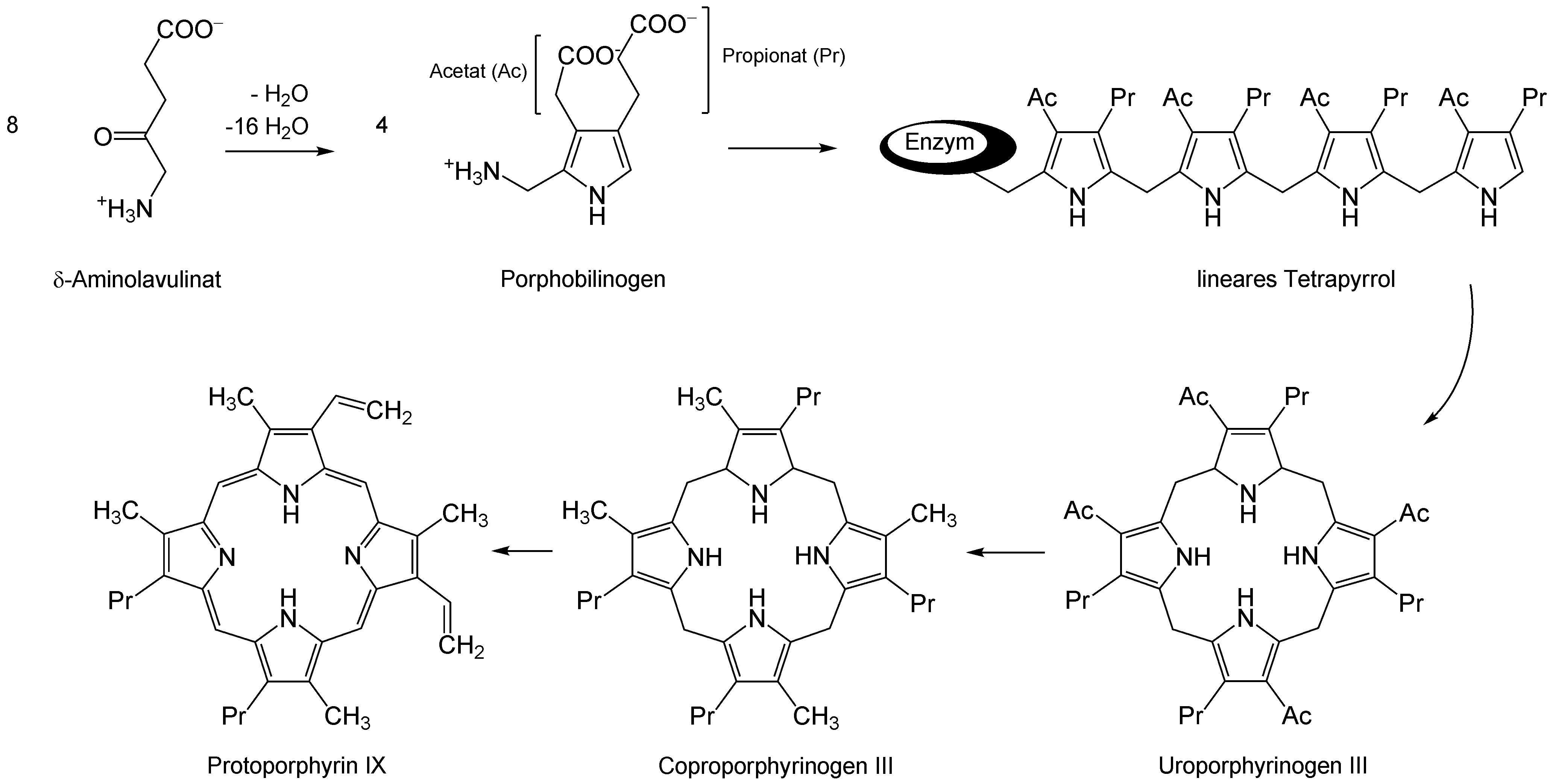
δ-アミノレブリン酸からプロトポルフィリンIXまでの生合成経路